# Nagari Supayang
Nagari Supayang is een bestuurslaag in het regentschap Solok van de provincie West-Sumatra, Indonesië. Nagari Supayang telt 1878 inwoners (volkstelling 2010).